# Vern Hatton
Walter Vernon «Vern» Hatton (Owingsville, Kentucky, 19 de enero de 1936 – 21 de marzo de 2025) fue un jugador de baloncesto estadounidense que disputó cuatro temporadas en la NBA. Con 1,90 metros de altura, lo hacía en la posición de base.

## Trayectoria deportiva

### Universidad

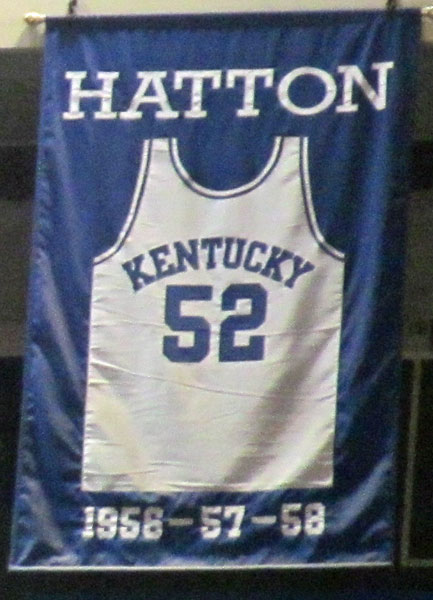
Su número, retirado en el Rupp Arena.

Jugó durante cuatro temporadas con los Wildcats de la Universidad de Kentucky, en las que promedió 15,2 puntos y 4,5 rebotes por partido. Consiguió ganar en 1958 el título de Campeón de la NCAA, siendo uno de los jugadores más destacados de su equipo, elegido en el quinteto ideal de la Final Four y en el de la Southeastern Conference. Su mejor partido como universitario lo disputó en enero de ese año ante la Universidad de Folrida, en el que anotó 35 puntos.

### Profesional
Fue elegido en la décima posición del Draft de la NBA de 1958 por Cincinnati Royals, pero mediada la temporada fue traspasado a Philadelphia Warriors a cambio de Phil Rollins. Allí asumió el papel de suplente del base titular, Guy Rodgers, jugando dos temporadas y media, siendo la más destacada la de su debut, la 1958-59, en la que promedió 5,2 puntos y 2,4 rebotes por partido.
Tras no contar con él en el equipo, en la temporada 1961-62 es traspasado a los Chicago Packers, de donde a su vez fue transferido a mediados de temporada a St. Louis Hawks, completando allí el que iba a ser su último año en la liga profesional.

## Estadísticas de su carrera en la NBA

### Temporada regular
| Temporada | Edad | Equipo                | Liga | P   | TIT | MIN  | TC  | TCA | %TC  | 3P | 3PA | %3P | TL  | TLA | %TL  | R.OF. | R.DEF. | REB | ASIS | ROB | TAP | PER | FP  | PTS |
| 1958-59   | 23   | TOTAL                 | NBA  | 64  |     | 17.3 | 2.3 | 6.5 | .356 |    |     |     | 1.2 | 1.8 | .664 |       |        | 2.8 | 1.2  |     |     |     | 1.7 | 5.9 |
| 1958-59   | 23   | Cincinnati Royals     | NBA  | 24  |     | 27.4 | 2.8 | 8.6 | .319 |    |     |     | 1.4 | 2.1 | .667 |       |        | 3.4 | 1.3  |     |     |     | 2.3 | 6.9 |
| 1958-59   | 23   | Philadelphia Warriors | NBA  | 40  |     | 11.3 | 2.1 | 5.3 | .393 |    |     |     | 1.1 | 1.6 | .662 |       |        | 2.4 | 1.2  |     |     |     | 1.4 | 5.2 |
| 1959-60   | 24   | Philadelphia Warriors | NBA  | 67  |     | 15.7 | 1.9 | 5.3 | .357 |    |     |     | 0.8 | 1.3 | .609 |       |        | 2.4 | 1.2  |     |     |     | 0.9 | 4.6 |
| 1960-61   | 25   | Philadelphia Warriors | NBA  | 54  |     | 11.3 | 1.8 | 5.6 | .319 |    |     |     | 0.9 | 1.0 | .821 |       |        | 1.7 | 1.1  |     |     |     | 1.1 | 4.4 |
| 1961-62   | 26   | TOTAL                 | NBA  | 40  |     | 22.5 | 2.8 | 8.3 | .338 |    |     |     | 2.5 | 3.1 | .784 |       |        | 2.6 | 2.5  |     |     |     | 1.6 | 8.1 |
| 1961-62   | 26   | Chicago Packers       | NBA  | 15  |     |      |     |     |      |    |     |     |     |     |      |       |        |     |      |     |     |     |     |     |
| 1961-62   | 26   | St. Louis Hawks       | NBA  | 25  |     |      |     |     |      |    |     |     |     |     |      |       |        |     |      |     |     |     |     |     |
| Total     |      |                       | NBA  | 225 |     | 16.3 | 2.2 | 6.3 | .344 |    |     |     | 1.2 | 1.7 | .714 |       |        | 2.4 | 1.4  |     |     |     | 1.3 | 5.5 |

### Playoffs
| Temporada | Edad | Equipo                | Liga | P | MIN | TCA | TC | 3PA | 3P | TLA | TL | R.OF. | REB | ASIS | ROB | TAP | PER | FP | PTS | %TC  | %3P | %FT  | MIN | PTS | REB | AST |
| 1959-60   | 24   | Philadelphia Warriors | NBA  | 6 | 17  | 4   | 13 |     |    | 1   | 3  |       | 3   | 1    |     |     |     | 3  | 9   | .308 |     | .333 | 2.8 | 1.5 | 0.5 | 0.2 |
| Total     |      |                       | NBA  | 6 | 17  | 4   | 13 |     |    | 1   | 3  |       | 3   | 1    |     |     |     | 3  | 9   | .308 |     | .333 | 2.8 | 1.5 | 0.5 | 0.2 |